# اوزان بلاغ
اوزان بلاغ یک منطقهٔ مسکونی در ایران است که در دهستان مهماندوست واقع شده‌است. اوزان بلاغ ۱۱۷ نفر جمعیت دارد.